# Hód-Mező Közlekedési Kft.
A Hód-Mező Közlekedési Koncessziós Kft. egy hódmezővásárhelyi telephelyű közlekedési vállalat, fő profilja a különjárati autóbusz-közlekedtetés és járműszerviz.

## Cégtörténet
A Hód-Mező egyéni vállalkozásként jött létre 1990-ben. A működéshez szükséges engedélyek, valamint a technikai és humán feltételek megteremtése mintegy fél évet vett igénybe, így 1991 májusában indította első járatát. Kezdetben három régi típusú DAF autóbusszal kezdte meg a személyszállítást. 1996-ban a Közlekedési Minisztérium a közúti személyszállítási tevékenységet koncesszió alá vonta, így ebben az évben koncessziós pályázatot írtak ki. A pályázat alapvető feltételeként egy Kft. megalakulását tette szükségessé. A pályázatot a megalakult Hód-Mező Közlekedési Koncessziós Kft. 1996 novemberében megnyerte, így tíz éven keresztül, 1996 decembere és 2006 májusa között a Hód-Mező Kft. végezte a menetrendszerű személyszállítást Szeged Nagyállomás és Hódmezővásárhely vasútállomása között. 2006. június 1-jétől a Szeged–Hódmezővásárhely gyorsjáratokat a Tisza Volán közlekedtette, 2014-től a DAKK Zrt., majd 2019-től a Volánbusz vette át a feladatát. A vállalat jelenleg az autóbuszok szabad kapacitását különjáratokkal köti le.

## Járműpark
A vállalat tevékenységét 5 db régi típusú DAF autóbusszal kezdte. A 2001-es beszerzésből származó 5 új, légkondicionált MAN SÜ 313 típusú autóbusszal együtt a járművek száma összesen 10 db.

## Külső hivatkozások
- A Hód-Mező Kft. honlapja
- A Voláné a gyorsjárat is – Délmagyarország cikke[halott link]